# ニコラ・アンゲリッシュ
ニコラ・アンゲリッシュ（Nicholas Angelich、1970年12月14日 - 2022年4月18日）はアメリカ合衆国のピアニスト。

## 来歴
オハイオ州シンシナティ出身。父のボリヴォジェ・アンジェリッチ（Borivoje Andjelitch）はベオグラード出身のセルビア人（当時はユーゴスラビア）ヴァイオリニストで、母のクララ（旧姓：Kadarjan）はロシア出身のピアニストだった。ベオグラード芸術大学で出会い結婚した2人は1960年代にアメリカに移住し、姓を英語読みのアンゲリッシュにした。
5歳のときから母親にピアノを習い始め、7歳の時にはオーケストラでモーツァルトのピアノ協奏曲第21番を披露している。13歳でパリ国立高等音楽・舞踊学校に留学。アルド・チッコリーニ、イヴォンヌ・ロリオ＝メシアン、ミシェル・ベロフ、マリー＝フランソワーズ・ビュケに師事。また、20代の頃に、レオン・フライシャーの教えを受けた。1989年にクリーブランド国際ピアノコンクールで2位、1994年にはジーナ・バッカウアー国際ピアノコンクールで初の戴冠を受けた。2002年には、クラヴィア・フェスティバル・ルールで新人賞を受賞した。チョン・ミョンフンや、デイヴィッド・ロバートソンの指揮の元、フランスの主要オーケストラで共演。2004年にはクルト・マズア指揮フランス国立管弦楽団と日本ツアーを行った。エラート・レコードに録音したルノー・カピュソン（ヴァイオリン）、ゴーティエ・カピュソン（チェロ）のカピュソン兄弟とのブラームス三重奏は、ドイツ・シャルプラッテン賞を受賞した。
2009年から2010年のツアーでは、クイーン・エリザベス・ホール（ロンドン）、ペルゴラ劇場（フィレンツェ）、ミラノ音楽院、ハーグ、シャトレ座（パリ）でリサイタルを開催した。その間、ピアニストとしての名声は確固たるものなり、フランスのジャーナリスト、ジャン＝ピエール・ティオレは著作『88 notes pour piano solo』の中で現代の偉大なピアニストの一人と紹介。イギリスの音楽誌、『インターナショナル・ピアノ』誌2009年10月号の表紙を飾った。その特集記事では、エラート・レコードにブラームスの作品116から作品119までを録音したことが紹介されている。
2010年から2011年までの間、ロイヤル・スコティッシュ管弦楽団でステファヌ・ドゥネーヴ指揮の元、ダンディーのケアード・ホール、エディンバラのアッシャー・ホール、そして9月23日から25日にかけて、グラスゴーのロイヤル・コンサート・ホールにて、ラヴェルの「左手のためのピアノ協奏曲」を演奏している。
室内楽での活動も盛んに行い、マルタ・アルゲリッチ、ギル・シャハム、ヨー・ヨー・マ、カピュソン兄弟、諏訪内晶子らと共演している。特にアルゲリッチとは親交が深く、彼女がスイス・ルガーノで主宰する音楽祭、「マルタ・アルゲリッチ・プロジェクト」には定期的に出演している。
古典音楽からロマン派音楽、現代音楽まで幅広く演奏できる多様性ある名演奏家であり、バッハの「ゴルトベルク変奏曲」や、リストの「巡礼の年」などに名盤を残している。特に幼少時から親しんできたブラームスには格段の思いがあり、多くの演奏を発表している。
2006年には、ラ・フォル・ジュルネ・オ・ジャポン 「熱狂の日」音楽祭に出演。その後もNHK交響楽団でのオーケストラやソロ・リサイタルなど定期的に来日していた。日本での最後の公演は、2020年2月15日に、愛知県名古屋市の三井住友海上しらかわホールにて、諏訪内が主宰した「国際音楽祭NIPPON2020」でのデュオ・リサイタルであった。
2018年には、フィラデルフィア管弦楽団で再びドゥネーヴの指揮の元演奏している。
だが、慢性的な肺疾患に侵されていたアンゲリッシュは2021年頃から活動を休止。そのまま回復することなく2022年4月18日、パリの病院にて死去した。51歳の若さだった。生涯独身で、家族はいなかった。